# Козих, Пётр Карлович
Пётр Карлович Козих (1810—1886) — архитектор, академик архитектуры Императорской Академии художеств.

## Биография
Аттестован Императорской Академии художеств на звание художника (1835).
Был признан «назначенным в академики» (1841).  Избран в академики (1844).
Состоял архитектором чертёжной Правления IV округа путей сообщения и публичных зданий (1846–1857), архитектором Московско-Саратовской железной дороги. Руководил строительством Тёплых торговых рядов в Москве по проекту А. С. Никитина (1865).
Среди основных работ: проект перестройки Екатерининского богадельного дома в Москве, проект церкви в усадьбе Филимонки ; проект доходного дома в Санкт-Петербурге Таврическая ул., 27 (1878—1879).